# Robert Buser
Robert Buser (* 6. Oktober 1857 in Aarau; † 29. März 1931 in Genf) war ein Schweizer Botaniker. Sein offizielles botanisches Autorenkürzel lautet „Buser“.

## Leben und Wirken
Robert Buser studierte ab 1877 an der Universität Zürich. Zwischen 1884 und 1924 war er Konservator des Herbariums de Candolle in Genf. 1897, im Alter von vierzig Jahren, heiratete er Charlotte Henriette Adèle Testuz. Gegen Ende seines Lebens erblindete er.
Ein Hauptgebiet seiner Forschungstätigkeit waren die Frauenmäntel, von denen er zahlreiche erstbeschrieb. Unter anderem:
- Alchemilla mollis  (Weicher Frauenmantel)
- Alchemilla filicaulis (Fadenstängel-Frauenmantel)
- Alchemilla micans (Zierlicher Frauenmantel)
- Alchemilla subcrenata (Stumpfzähniger Frauenmantel)
- Alchemilla colorata (Geröteter Frauenmantel)
- Alchemilla obscura (Dunkler Frauenmantel)
- Alchemilla heteropoda (Ungleichstieliger Frauenmantel)

Neben der Gattung Alchemilla L. bearbeitete er weitere kritische Sippen, so unter anderem solche der  Gattungen Potentilla L., Rosa L., Androsace L., Campanula L. und Salix L.

## Ehrentaxon
Im zu Ehren wurde die Gattung Buseria T.Durand der Pflanzenfamilie der Rötegewächse (Rubiaceae) benannt.